# Wolfgang Vogt Ekkernkamp
Wolfgang Georg Paul Vogt Ekkernkamp (Zell, Alemania; 12 de septiembre de 1945) es un profesor, investigador, crítico literario, periodista cultural, narrador y traductor alemán radicado en Guadalajara, Jalisco desde 1976.

## Biografía
Nació el 12 de septiembre de 1945 en Zell, Renania-Palatinado durante la Ocupación aliada de Alemania, hijo de los profesores Georg Vogt y Magdalene Ekkernkamp. 
Estudió Filología Románica (Francesa y española) en la Universidad de Bonn (1965-1966), posteriormente en Francia estudió "Lettres Modernes" en la Universidad de Toulouse (1966-1967) y Filología Hispánica en la Universidad de Salamanca, (mayo-junio 1967). En 1969 se inscribe a la Universidad Complutense de Madrid, donde continúa con sus estudios sobre Filología Hispánica hasta 1970, como becario del Consejo Superior de Investigaciones Científicas y en 1971 es becario del Ministerio de Asuntos Exteriores del Gobierno Español, hasta 1972. En 1974 obtiene el grado de Doctor en Letras Hispánicas y Francesas e Historia Medieval y Moderna, por la Universidad de Bonn, Alemania.
En 1975 llegó a la Ciudad de México como profesor de intercambio a la Facultad de Filosofía y Letras de la UNAM y hasta 1976 impartió lengua y literatura alemana.
Llegó a Guadalajara como lector del Servicio de Intercambio Académico Alemán (DAAD 1976-1980). Desde 1976 ha trabajado para la Universidad de Guadalajara como investigador y docente. Ha sido jurado de los proyectos de Estímulo a la Creación y al Desarrollo Artístico (CONACULTA), evaluador de proyectos de investigación del CONACYT, miembro del Consejo Editorial del Suplemento La Cultura en Occidente del Periódico El Occidental (2004-2006), miembro del Consejo Editorial de la Revista LUVINA (Universidad de Guadalajara), miembro del Consejo Editorial de la Revista ESTUDIOS DEL HOMBRE (Universidad de Guadalajara), miembro de la Benemérita Sociedad de Geografía y Estadística del Estado de Jalisco, A.C., coordinador Académico de la Maestría en Lengua y Literatura Mexicanas y director de la Revista Estudios Sociales (Universidad de Guadalajara). Jefe del Departamento de Estudios de la Cultura Regional (2003-2007), División de Estudios de Cultura-Centro Universitario de Ciencias Sociales y Humanidades por la Universidad de Guadalajara.
Ha sido formador de numerosas generaciones de escritores e investigadores de las letras en México. Es autor de una innumerable cantidad de artículos para los periódicos: El Occidental y El Informador,  así como para las revistas: Proceso Jalisco, Historia Mexicana, Querens, Estudios Jaliscienses, Torre de los Lujanes, para la Gaceta Municipal del Ayuntamiento de Guadalajara y en la Memoria de la Benemérita Sociedad de Geografía y Estadística del Estado de Jalisco, A.C..
Ha publicado más de 30 libros como autor, coordinador y traductor, entre los cuales destacan dos novelas: Posguerra (2002) y Entre guerras (2003), historias situadas durante y después de las dos guerras mundiales que marcaron para siempre a Alemania, con un toque de humor e ironía que caracterizan al autor.

## Reconocimientos
Los reconocimientos que recibió fueron:
- Miembro del Sistema Nacional de Investigadores, de 1984 a 2005
- Miembro distinguido del Ateneo Cultural Summa, fundado por el maestro Arturo Rivas Sainz, 1987.
- Becario del Programa de Retención y Estímulo a profesores del Grupo de Liderazgo Académico Pryegla, Nivel iv, 1999-2002
- Reconocimiento Arturo Rivas Sainz del Centro Universitario de Ciencias Sociales y Humanidades de la Universidad de Guadalajara, 1999.
- Medalla Luis Pérez Verdía de la Asociación de Cronistas del Estado de Jalisco, 1999.
- Padrino de la generación 2000-2002 de egresados de la Maestría en Literaturas del siglo XX “Dr. Wolfgang Vogt”
- Miembro de la Benemérita Sociedad de Geografía y Estadística del Estado de Jalisco, 2002

## Publicaciones
- La idea de Dios en Guadalajara Editorial Universitaria (Guadalajara, 2011)
- Poesía filosófica y humorística en alemán Editorial La Zonámbula (Guadalajara, 2010)
- El descubrimiento de la salchicha al curry -traductor- Editorial La Zonámbula (Guadalajara, 2010)
- Mariano Azuela: Azuela y la provincia Editorial Universitaria (Guadalajara, 2008)
- De Juan Pablo II a Benedicto XVI, El rumbo de la Iglesia católica en el Tercer Milenio Editorial Universitaria (Guadalajara, 2006)
- El Islam y la literatura occidental Editorial Universitaria (Guadalajara, 2005)
- La ilustración en Guadalajara/México después de la Independencia, Separata Torre de los Lujanes Revista de la Real Sociedad Económica Matrilense(Madrid, 2004)
- Entre guerras Editorial Universitaria (Guadalajara, 2003)
- Guadalajara en la narrativa mexicana Editorial Universitaria (Guadalajara, 2003)
- Posguerra Editorial Universitaria(Guadalajara, 2002)
- Aportaciones a las Letras Jaliscienses. Siglos XIX y XX Editorial Universitaria (Guadalajara, 1999)
- Neoclasicismo y Romanticismo en México y Jalisco Editorial Universitaria(Guadalajara, 1999)
- Pensamiento y Literatura de América Latina en el Siglo XX Editorial Universitaria (Guadalajara, 1998)
- Ensayos de Literatura Europea Moderna (Guadalajara, 1998)
- Literatura europea moderna Hojas literarias (Guadalajara, 1998)
- Literatura Tomo VI de la Enciclopedia Temática de Jalisco (Guadalajara, 1996)
- El descubrimiento de la Salchicha al Curry Editorial Ágata (Guadalajara, 1996)
- Juan Rulfo and the South of Jalisco Editorial Ágata(Guadalajara, 1995)
- Latinoamérica, México, Guadalajara. Ensayos Literarios H. Ayuntamiento Municipal de Guadalajara (Guadalajara, 1995)
- Juan Rulfo y el Sur de Jalisco Editorial Ágata(Guadalajara, 1994)
- La Cultura Jalisciense. Desde la Colonia hasta la Revolución H. Ayuntamiento Municipal de Guadalajara (Guadalajara, 1994)
- Maximino Pozos. Poesías completas -Prólogo y Selección- Editorial Ágata (Guadalajara, 1994)
- La literatura jalisciense desde 1940 hasta nuestros días El Colegio de Jalisco-INAH (Guadalajara, 1993)
- La literatura como objeto de estudio Cuadernos de Difusión Científica No. 30 (Guadalajara, 1992)
- Juan Rulfo y el Sur de Jalisco. Aspectos de su vida y obra El Colegio de Jalisco(Guadalajara, 1992)
- Enrique González Martínez -Introducción y selección de textos- Editorial Universitaria (Guadalajara, 1992)
- Los diarios de Gaspar Melchor de Jovellanos Editorial Universitaria(Guadalajara, 1991)
- Montaje temático de la obra de Bertolt Brecht -Selección en colaboración con Osvaldo Ardiles- Editorial Universitaria (Guadalajara, 1990)
- Literatura y Prensa 1910-1940 en Jalisco Desde la Revolución Editorial Universitaria (Guadalajara, 1987)
- Pensamiento y Literatura de América Latina en el Siglo XX Colección Aportaciones (Guadalajara, 1986)
- El pensamiento latinoamericano del Siglo XIX en Cuadernos de Divulgación UdeG(Guadalajara, 1982)
- Die -Diarios- von Gaspar Melchor de Jovellanos (1744-1811) Hispanistiche Studien(Alemania, 1975)
- Die -diarios- von Gaspar Melchor de Jovellanos (1744-1811) Herbert Larig Bern (Frankfurt, 1974)